# Torvik, Møre og Romsdal
Torvik är ett fiskeläge i Herøy kommun, Møre og Romsdal fylke i västra Norge. Orten är anlöpshamn för Hurtigruten.